# Serpents in Solitude
Serpents in Solitude è un singolo promozionale dei Funeral for a Friend, pubblicato il 9 novembre 2010 come unica traccia estratta dall'EP The Young and Defenceless, uscito un paio di mesi prima.

## Video
Il video ufficiale per la canzone è stato pubblicato il 9 novembre 2011, anche se già dal 21 ottobre il direttore Ben Reed l'aveva pubblicato sul proprio profilo di Vimeo. Le riprese sono avvenute il 16 e 17 ottobre. Nel video si mostrano i cinque componenti della band che sono morti (probabilmente uccisi, visto che hanno delle ferite sul volto) e che vengono sollevati da alcuni uomini mascherati e costretti a suonare la canzone come se fossero degli zombie.

## Formazione
- Matthew Davies-Kreye - voce
- Kris Coombs-Roberts - chitarra
- Gavin Burrough - chitarra
- Ryan Richards - batteria e voce
- Richard Boucher - basso